# Conrad Nervig
Conrad Albinus Nervig (født 24. juni 1889, død 26. november 1980) var en amerikansk filmklipper, der har arbejdet på 81 film.
Han begyndte at arbejde i 1922 hos Goldwyn Pictures og forblev hos studiet efter fusionen til Metro-Goldwyn-Mayer i 1924.
Han tilbragte stort set hele sin karriere hos MGM, indtil han gik på pension i 1954.
Nervig var den første vinder af en Oscar for bedste klipning for filmen Eskimo i 1935. Han vandt endnu en oscar (delt med Ralph E. Winters for filmen Kong Salomons miner i 1951. Han var også nomineret for sit arbejde på To byer i 1936